# Stanisław Socha (inżynier)
Stanisław Marian Socha (1945, zm. 21 kwietnia 2024) – polski inżynier, wykładowca i urzędnik państwowy, wojewoda koszaliński (1990–1993).

## Życiorys
Z wykształcenia inżynier, uzyskał doktorat, specjalizował się w statystyce. Pracował jako adiunkt w Zakładzie Technologii Maszyn Wyższej Szkoły Inżynierskiej w Koszalinie. Działał w NSZZ „Solidarność”, będąc wiceprzewodniczącym jej komisji zakładowej w zakładzie pracy. W 1990 uzyskał mandat radnego rady miejskiej w Koszalinie z ramienia Komitetu Obywatelskiego. W tym samym roku został mianowany wojewodą koszalińskim, funkcję tę pełnił do 1993. W 2001 bez powodzenia ubiegał się o wybór na senatora w okręgu wyborczym Koszalin z rekomendacji PO w ramach koalicji Blok Senat 2001.
Był profesorem w Bałtyckiej Wyższej Szkole Humanistycznej w Koszalinie. Zasiadał w zarządzie Stowarzyszenia Lepszy Koszalin.